# 異物偵測
異物偵測（Foreign Object Detection，縮寫為 FOD），是無線充電技術的一環，用來偵測在充電器與接收器之間是否有金屬物體。
由於金屬可能會被電磁波加熱，如果充電器跟接收器之間存在金屬，且傳送的功率較大，這個金屬的溫度就會上升到足以燙傷人體表面的程度，因此需要針對這種狀況特別設計偵測機制。目前比較常見的作法為能量差偵測，也就是讓接收器回報其所接收到的功率給充電器，充電器將其所發射的功率減掉接收器收到的功率，兩者的差如果太大，即代表附近有其他物體在吸收電磁波。
此功能在 2013 年即有相關文章解釋，在 2014 年德州儀器所推出的無線充電晶片中便已支援。